# Liste der Monuments historiques in Boissettes
Die Liste der Monuments historiques in Boissettes führt die Monuments historiques in der französischen Gemeinde Boissettes auf.

## Liste der Objekte
Zum Verständnis siehe: Kirchenausstattung
| Bezeichnung                          | Beschreibung                                              | Standort                      | Kennzeichnung | Schutzstatus | Datum | Bild |
| ------------------------------------ | --------------------------------------------------------- | ----------------------------- | ------------- | ------------ | ----- | ---- |
| Tabernakel des Hauptaltars           | Eichenholz, farbig gefasst und vergoldet, 18. Jahrhundert | in der Kirche St-Louis (Lage) | PM77004164    | Inscrit      | 1982  |      |
| Betstuhl                             | Holz, 19. Jahrhundert                                     | in der Kirche St-Louis (Lage) | PM77004166    | Inscrit      | 1982  |      |
| Hauptaltar                           | Holz, farbig gefasst und vergoldet, 18. Jahrhundert       | in der Kirche St-Louis (Lage) | PM77004163    | Inscrit      | 1982  |      |
| Gemälde Taufe                        | Ölfarbe auf Leinwand, 1892                                | in der Kirche St-Louis (Lage) | PM77004162    | Inscrit      | 1982  |      |
| Chorbank                             | Holz, 1702                                                | in der Kirche St-Louis (Lage) | PM77004165    | Inscrit      | 1982  |      |
| Taufbecken                           | Marmor, 14. Jahrhundert                                   | in der Kirche St-Louis (Lage) | PM77000124    | Classé       | 1905  |      |
| Skulptur Mariä Verkündigung          | Stein, Anfang des 14. Jahrhunderts                        | in der Kirche St-Louis (Lage) | PM77000125    | Classé       | 1953  |      |
| Gemälde Heiliger Franziskus im Gebet | Ölfarbe auf Leinwand, 17. Jahrhundert                     | in der Kirche St-Louis (Lage) | PM77004161    | Inscrit      | 1982  |      |
| Skulptur Heiliger Sebastian          | Kalkstein, 17. Jahrhundert                                | in der Kirche St-Louis (Lage) | PM77003935    | Inscrit      | 1981  |      |